# USS Nautilus (1954)

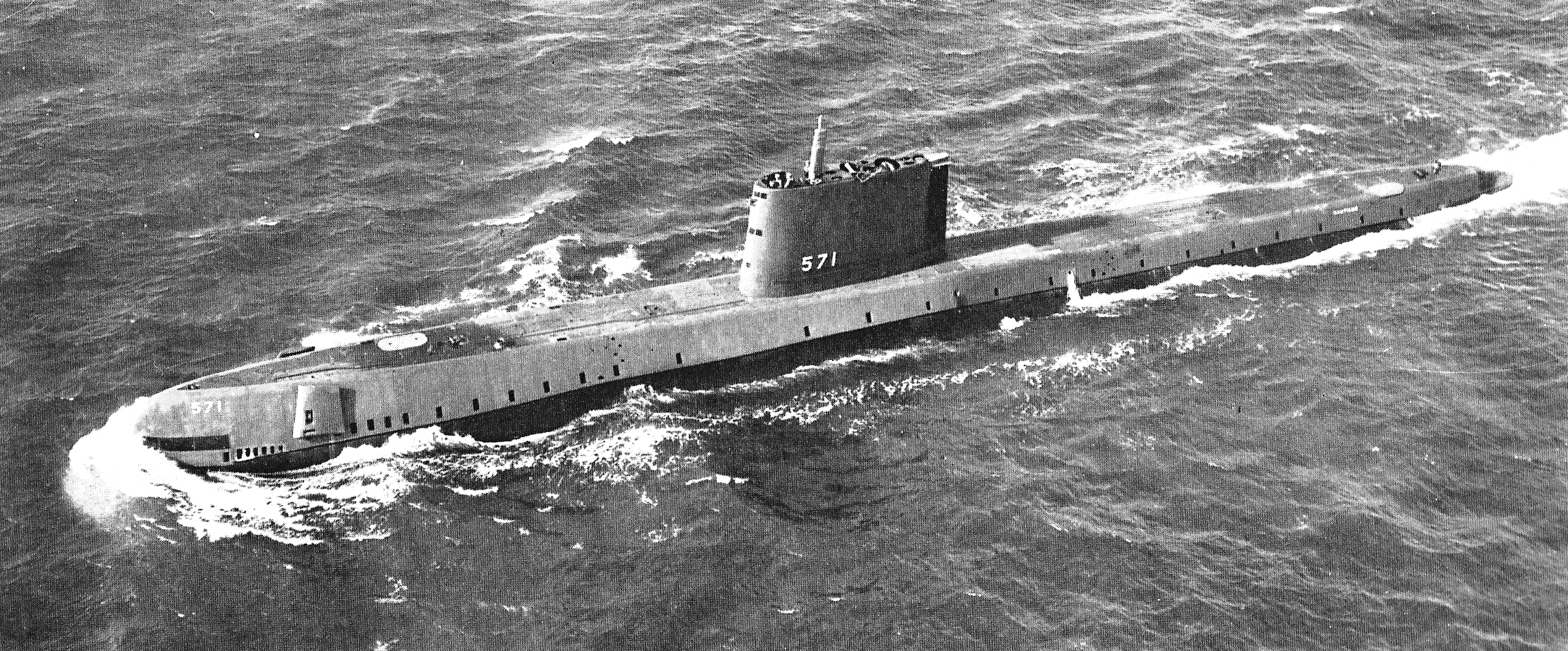
De USS Nautilus tijdens de proefvaart op 20 januari 1955

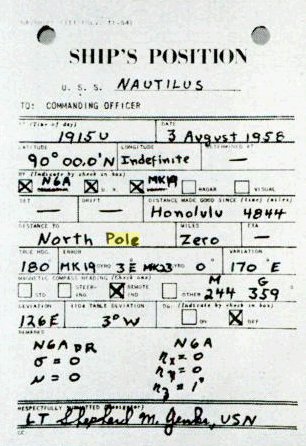
Logboekpagina bij passage van de Noordpool

De USS Nautilus (SSN-571) was de eerste operationele kernonderzeeër en de eerste boot die onder het noordpoolijs door voer. Hij werd in 1979 buiten dienst gesteld en dient nu als museumboot.

## Bouw
In juli 1951, volgend op het werk van natuurkundige Philip Abelson, werd de bouw van een nucleaire onderzeeër voor de United States Navy goedgekeurd door het Amerikaans Congres. Op 12 december 1951 kondigde het United States Department of the Navy aan dat de onderzeeër Nautilus genoemd zou worden (het zesde schip van de US Navy met die naam) en dat hij het pennantnummer SSN-571 zou krijgen.
De kiel van de Nautilus werd gelegd bij Electric Boat Division in Groton, Connecticut door Harry S. Truman, president van de Verenigde Staten, op 14 juni 1952. De scheepsdoop en tewaterlating vonden plaats op 21 januari 1954. De Nautilus werd in de vaart genomen op 30 september 1954, onder commando van Eugene P. Wilkinson.

## "Underway on nuclear power"
Na de indienststelling bleef de Nautilus aan de kade liggen om verder afgebouwd en getest te worden. Op 17 januari 1955 voer hij voor het eerst uit naar zee en verzond de historische boodschap Underway on nuclear power, "Op weg op nucleaire kracht".
Tussen 1955 en 1957 werd de Nautilus gebruikt om de effecten te onderzoeken van hogere vaarsnelheden en het langdurig onder water verblijven. Hieruit bleek dat de duikbootbestrijding, zoals die in de Tweede Wereldoorlog was ontwikkeld, niet effectief was tegen een kernonderzeeër. Radar en vliegtuigen, die cruciaal waren geweest tijdens de oorlog, bleken niet goed te werken tegen een onderzeeër die snel uit een gebied kon verdwijnen, van diepte kon veranderen en langere tijd onder water en onder zee-ijs kon blijven.
Op 4 februari 1957 registreerde de Nautilus 60.000 zeemijlen (111.120 km), waarmee de afstand werd geëvenaard van de fictieve naamgenoot Nautilus uit Jules Vernes Twintigduizend mijlen onder zee. Op 19 augustus 1957 vertrok de Nautilus uit New London, Connecticut voor de eerste reis onder zee-ijs in het noordpoolgebied. Op 3 augustus 1958 was de Nautilus de eerste onderzeeboot die de Noordpool bereikte. Hij brak niet door het ijs, dat werd een jaar later voor het eerst gedaan door de USS Skate.
In de lente van 1979 vertrok de Nautilus uit Groton, Connecticut voor zijn laatste reis in actieve dienst. Op 26 mei 1979 werd Mare Island Naval Shipyard in Vallejo, Californië bereikt, waarna de boot uit de vaart werd genomen.

## Museum
Op 20 mei 1982 werd de Nautilus als National Historic Landmark (monument) aangemerkt door het United States Department of the Interior (het Amerikaanse ministerie van Binnenlandse Zaken). Na een uitgebreide verbouwing bij Mare Island Naval Shipyard werd de Nautilus teruggesleept naar Groton, Connecticut.
Na een vijf maanden durende restauratie bij de Electric Boat-divisie van General Dynamics, die ongeveer $ 4,7 miljoen heeft gekost, is de Nautilus tegenwoordig een museum over onderzeeërgeschiedenis. Het museum ontvangt jaarlijks zo'n 250.000 bezoekers.

## Trivia
- Een vergelijkbare kernreactor werd geplaatst op de NS Savannah, een passagiers-vrachtschip om het gebruik van kernenergie voor niet-militaire doeleinden te promoten.